# Osakatheta yasukoae
Osakatheta yasukoae is een keversoort uit de familie van de kortschildkevers (Staphylinidae). De wetenschappelijke naam van de soort is voor het eerst geldig gepubliceerd in 2008 door Maruyama, Klimaszewski & Gusarov.